# Tamron
K.K. Tamron (japansk: 株式会社タムロン, Kabushiki kaisha Tamuron) er en japansk producent af kamera-objektiver. 
Tamron blev etableret i 1950 af Takeyuki Arai i Japan. 
Virksomhedens hovedkontor ligger i Saitama, og der er fabrikker i Hirosaki, bydelen Namioka i Aomori og i Ōwani i Japan. 
Desuden har man en fabrik i Foshan, Guangdong i Kina.